# Valerij Karpin
Valerij Georgijevitj Karpin (på russisk: Валерий Георгиевич Карпин) (født 2. februar 1969 i Narva, Sovjetunionen) er en tidligere russisk fodboldspiller og nuværende træner, der spillede som midtbanespiller hos flere europæiske klubber, samt for Ruslands landshold. Af hans klubber kan blandt andet nævnes CSKA Moskva og Spartak Moskva i hjemlandet samt de spanske hold Celta Vigo og Real Sociedad.

## Landshold
Karpin spillede i årene mellem 1992 og 2003 72 kampe for Ruslands landshold, hvori han scorede 17 mål. Han repræsenterede sit land ved VM i 1994 og VM i 2002, samt ved EM i 1996.